# 巨摩郡
- 令制国一覧 > 東山道 > 甲斐国 > 巨摩郡
- 日本 > 中部地方 > 山梨県 > 巨摩郡

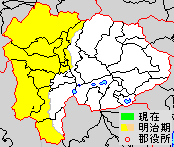
山梨県巨摩郡の範囲

巨摩郡（こまぐん）は、山梨県（甲斐国）にあった郡。

## 郡域
消滅時の郡域は下記の区域にあたるが、行政区画として画定されたものではない。
- 韮崎市
- 南アルプス市
- 北杜市
- 甲斐市
- 甲府市の一部（概ね荒川以西および黒平町）
- 中央市の一部（笛吹川以北）
- 中巨摩郡
- 南巨摩郡の一部（富士川以西）

## 概要
古代においては、巨麻郡とも表記され、中世以降に「巨摩」表記へ移行する。近世まで甲斐国は4郡で構成されていたが、その中で面積は最大。大まかにいうと甲斐国を東西に3分割した際の西部にあたる甲府盆地と南アルプス地域に相当する南北に長く広大な郡域で、のちの北巨摩郡、中巨摩郡の荒川以西、および南巨摩郡のうち富士川以西の地域に相当。
北部と北西部を信濃国佐久郡、諏訪郡、伊那郡と接し、東は山梨郡、八代郡と接し、西部と南部は駿河国安倍郡、庵原郡と接する。北には八ヶ岳や茅ヶ岳、西には甲斐駒ヶ岳や北岳などがあり、郡中を釜無川が南流し、御勅使川や諸河川を合流して富士川にいたる。

### 郡名の由来
初見史料は『正倉院文書』天平宝字5年（761年）12月「甲斐国司解」に見られる「巨麻郡栗原郷」。郡名の由来は二つの説があり、江戸時代に編纂された『甲斐国志』など近世の地誌類によれば、古代に多くの御牧が多く存在したことから、良馬（駒）を産出した地である事にちなみ「駒」という言葉が由来となったという説と、668年の朝鮮半島での高句麗滅亡以後、『続日本紀』霊亀2年（716年）5月16日条に甲斐はじめ関東や中部の7カ国へ高句麗からの帰化人が渡っている記事が見られることから、高句麗からの帰化人にちなみ「高麗」という言葉が由来となったという説があった。近代までは前者の「駒説」が有力であったが、関晃による上代特殊仮名遣の研究により、「駒」のコは甲類、「高麗」のコは乙類で、乙類の「巨」に一致する「高麗説」が妥当であり、高句麗系渡来氏族大狛連（狛造）の本貫地である河内国大県郡巨麻郷や若江郡巨麻郷に「巨麻」が当てられている事から、巨麻は高句麗（高麗）を意味すると考えられている。しかしながら「高」を甲類のコとする別の研究成果もあるため
、万葉仮名の読みの分類から、巨麻と高麗と結びつける妥当性には諸説が存在する。

## 立評と古代の巨摩郡

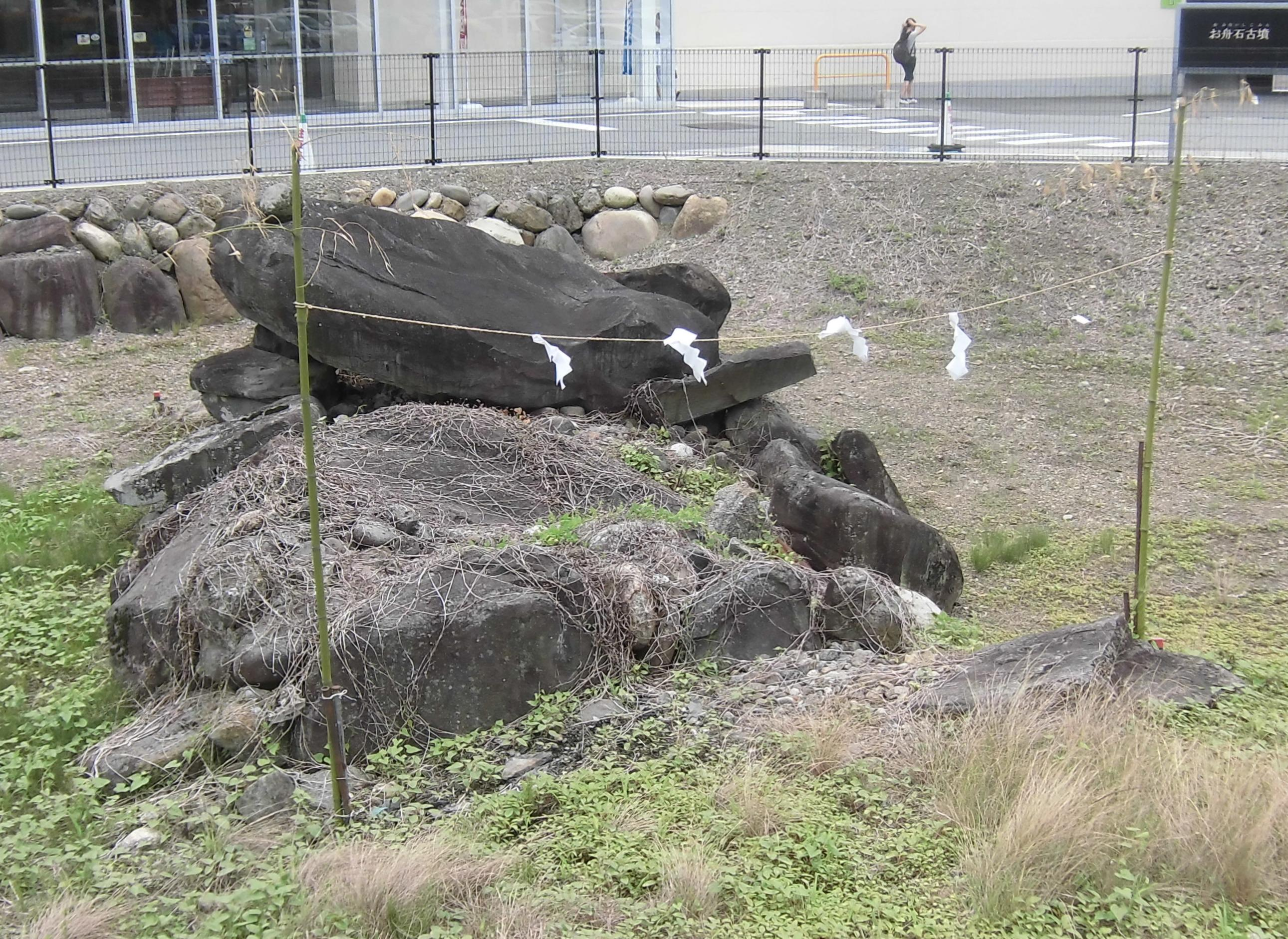
3頭分の馬歯が出土した甲斐市志田のお舟石古墳

『和名類聚抄』では等力、速見、栗原、青沼、真衣、大井、市川、川合、余部の9郷が見られる。このうち等力と栗原は飛び地であった可能性が指摘され、のちに青沼郷とともに山梨郡へ編入されている。また、市川郷の一部も八代郡へ編入される。古代甲斐国では甲斐の黒駒伝承に象徴される馬産が盛んな地域で、特に巨摩郡には真衣野牧・穂坂牧・柏前牧の三御牧が設置され、『延喜式』によれば朝廷に駒を貢進していたという。
巨麻郡へは朝鮮半島から高句麗遺民が遷置されたと考えられており、渡来人の墓制である積石塚が分布する。それ以前にも巨麻郡地域や甲斐国内へ定住していた渡来人集団の存在を示す形跡が残されている。甲府盆地の北縁では甲府市横根町・桜井町に分布する横根・桜井塚古墳群や、笛吹市春日居町の春日居古墳群など、甲府市羽黒町・湯村から横根町、笛吹市春日居町・石和町の山裾地域にかけて積石塚が分布している。中でも笛吹市石和町の大蔵経寺山古墳群の5世紀にまで遡る積石塚であると考えられている。
甲斐国と同じく積石塚が分布し、渡来人が立評に関わっているとされる信濃国北部の高井郡でも同様の傾向が見られる。高井郡でも古代には馬産が行われており、甲斐の巨摩郡でも積石塚の分布域と重なる盆地北縁の甲府市塩部の塩部遺跡や、盆地南部・曽根丘陵の甲府市下向山の東山北遺跡の方形周溝墓、甲斐市志田のお舟石古墳などで4世紀後半から5世紀初頭の馬歯や馬具が出土している。信濃の高井郡や伊那谷も古墳時代からの馬の産地であり、甲斐・信濃の地域間での交流が指摘されている。
巨摩郡のうち積石塚が分布し古代において定住痕跡が見られる中核地域では、古代以前の縄文時代から弥生時代の遺跡が希薄な地域で、それまで未開発であった地域に対する立郡事情にも渡来人の関わりが考察されている。磯貝正義は栗原郷・等々力郷が飛び地であることに着目し、山梨郡の有力豪族が牧場経営などを目的に渡来人を利用して立郡したとする説を提唱している。
一方、末木健は考古学的見地から、天狗沢瓦窯跡（甲斐市天狗沢）から出土した古代瓦に高句麗系軒丸瓦が発見されたことに着目し、寺院建立のために渡来系工人集団が畿内政権の支援を得て立郡した可能性を指摘している。
その後、巨摩郡における渡来人の足跡は途絶えるが、『続日本紀』に拠れば霊亀2年（716年）に甲斐を含む東国の高麗人を武蔵国へ移し高麗郡が置かれたとあり、中核集団が移住したとも考えられている。

## 中世以降
巨摩郡における荘園の初見は、『仁和寺文書』法勝院領目録の安和二年（969年）7月8日に記載される市河荘で、市河荘の立荘は甲斐国において早く、荘園公領制確立以前の10世紀に成立した荘園と評価されている。
中世には甘利荘、逸見、加々美荘、大井、布施荘、奈古、鎌田、大八幡、山小笠原、原小笠原、小井川、鷹津名、志摩荘などの諸庄が見られ、ほか小笠原、逸見、武川、八田、飯野などの牧や、藤井、杣などの保も成立する。平安時代後期には常陸国から流罪となった源義清・清光親子が市河荘に土着し、さらに八ヶ岳山麓の逸見牧をはじめその子孫は甲府盆地各地の荘園で進出し、甲斐源氏の一族となる。甲斐源氏は棟梁の甲斐武田氏をはじめ、逸見氏、一条氏、甘利氏、加賀美氏、小笠原氏、南部氏、奈古氏の氏族を分出した。このうち巨摩郡では棟梁の武田氏のほか、西郡一帯には加賀美氏の一族が進出した。
近世には甲州街道の韮崎宿、台ヶ原宿、教来石宿が整備された。また、韮崎宿から信濃国佐久地方へ至る佐久往還が整備され、若神子宿と長沢宿がおかれた。また富士川水運による廻米輸送も行われた。
1878年、郡区町村編制法により分割されることとなる。当初は西巨摩、東巨摩、南巨摩の3郡に分割する予定であったが、内務省の指令により、それぞれ北巨摩郡、中巨摩郡、南巨摩郡の3郡に分割された。

### 近世以降の沿革
所属町村の変遷は南巨摩郡#郡発足までの沿革、中巨摩郡#郡発足までの沿革、北巨摩郡#郡発足までの沿革をそれぞれ参照
- 「旧高旧領取調帳」に記載されている明治初年時点での支配は以下の通り。（341村）
  - 後の南巨摩郡域（77村） - 市川代官所、田安徳川家領
  - 後の中巨摩郡域（153村） - 市川代官所、甲府代官所、田安徳川家領
  - 後の北巨摩郡域（111村） - 市川代官所、甲府代官所
- 慶応4年
  - 5月24日（1868年7月13日） - 田安徳川家が立藩して田安藩となる。
  - 9月4日（1868年10月19日） - 甲府代官所・市川代官所の管轄地がそれぞれ府中県・市川県の管轄となる。
  - 10月28日（1868年12月11日） - 田安藩領を除く全域が甲斐府の管轄となる。
- 明治2年
  - 7月20日（1869年8月27日） - 甲斐府が甲府県に改称。
  - 12月26日（1870年1月27日） - 田安藩が廃藩。
- 明治3年
  - 旧・田安藩領が正式に甲府県の管轄となる。
  - 11月20日（1871年1月10日） - 甲府県が山梨県に改称。
- 明治4年（1871年）から明治8年（1875年）にかけて町村の再編が行われる。（121村）
- 明治11年（1878年）12月19日 - 郡区町村編制法の山梨県での施行により、鰍沢村ほか25村の区域に南巨摩郡、竜王村ほか52村の区域に中巨摩郡、河原部村ほか44村の区域に北巨摩郡がそれぞれ行政区画として発足。同日巨摩郡消滅。